# Anca Dragu
Anca Dana Dragu Paliu (n. 3 mai 1972, București, România) este un economist și politician român care din 2023 este guvernatorul Băncii Naționale a Moldovei (BNM). A fost ministru de finanțe al României (a doua femeie din România în acea funcție). În decembrie 2020 a fost aleasă președinte al Senatului României, fiind prima femeie care a ocupat acel post.

## Biografie

### Educație
Anca Dragu a urmat cursurile Facultății de Finanțe, Asigurări, Bănci și Burse de Valori din cadrul Academiei de Studii Economice din București, fiind licențiată în anul 1996. Între anii 1999 și 2000, urmează un program de studii postuniversitare în domeniul politici economice și afacerilor internaționale la Universitatea Georgetown. În anul 2007, obține titlul de master în politici publice de la SNSPA București, iar în 2010 obține titlul de doctor în științe economice de la Academia de Studii Economice București.

### Activitate profesională
Anca Dragu ocupă postul de economist în cadrul Băncii Naționale a României între anii 1996 și 2001 și în cadrul Fondului Monetar Internațional între 2001 și 2013. Între 2013 și 2015, ocupă postul de analist economic în cadrul Comisiei Europene, post la care renunță pentru a ocupa fotoliul de ministru al finanțelor publice în Guvernul Dacian Cioloș.

### Activitate politică
Anca Dragu a ocupat funcția de Ministru al finanțelor publice între 17 noiembrie 2015 și 4 ianuarie 2017, timp în care economia României a trecut printr-o perioadă de creștere, iar Leul printr-o perioadă de deflație. În timpul mandatului său, au fost implementate un număr de măsuri de relaxare fiscală, simplificare a Codului fiscal, creștere a transparenței finanțelor publice și informatizare a sistemului de plată a taxelor și impozitelor.
La alegerile parlamentare din 2020, a câștigat un fotoliu de senator în circumscripția București din partea Alianței USR-PLUS și a fost aleasă președinte al Senatului României pe 22 decembrie 2020.

### Guvernatorul Băncii Naționale a Moldovei (2023–prezent)
Pe 22 decembrie 2023, Dragu a fost numită guvernator al Băncii Naționale a Moldovei (BNM), după ce Octavian Armașu fusese demis în ziua precedentă. Ea a depus jurământul ca cetățeană moldoveană pe 21 decembrie 2023, cu o zi înainte de numire, primind cetățenia prin decret al președintei Maia Sandu. În aceeași zi, Dragu a demisionat din funcția de senator, încheindu-și mandatul. Senatul i-a înregistrat oficial demisia pe 29 decembrie, fiind succedată de Adina Săniuță.